# Amyntas II.
Amyntas II., auch Amyntas der Kleine (altgriechisch Ἀμύντας Amýntas; † 393 v. Chr.), war der Sohn Philipps und Enkel Alexanders I. und König von Makedonien (429–393 v. Chr.).
Nach der Ermordung von Alketas II. und dessen Sohn Alexander verjagte Perdikkas II. seinen älteren Bruder und den legitimen Thronfolger Philipp aus Makedonien. Philipp, Amyntas’ Vater, floh zu Sitalkes, dem König von Thrakien. In der Folgezeit beteiligte sich Philipp an verschiedenen Expeditionen gegen Perdikkas II. Im Jahre 429 v. Chr. versammelte Sitalkes ein 150.000 Mann starkes Heer und zog gegen Perdikkas, um Amyntas auf den makedonischen Thron zu bringen. Doch es blieb bei der Eroberung des nordöstlichen Teils Makedoniens, den Amyntas von nun an regierte.
Erst 393 v. Chr. gelang es ihm durch die Ermordung des Pausanias die Herrschaft über das gesamte Reich zu erlangen. Doch schon im gleichen Jahr starb Amyntas durch die Hand des Derdas II. von Elimiotis, und Amyntas III. bestieg den Thron von Makedonien.
Wegen der Verbreitung des Namens Amyntas zu dieser Zeit kommt es bei den antiken Autoren oft zu Verwechselungen. So wird Amyntas II. mal mit Amyntas, dem Sohn des Archelaos I. mit einer Nebenfrau, und mit Amyntas III., Sohn des Arrhidaios, gleichgesetzt.